# Церковь Архангелов Михаила и Гавриила (Несебыр)
Церковь Св. архангелов Михаила и Гавриила — частично сохранившаяся средневековая православная церковь в болгарском городе Несебыр. Построена в XIII или XIV веке и расположена в старой части Несебыра. Однонефная церковь с тремя апсидами, в прошлом была увенчана куполом и колокольней. Богатая внешняя отделка выполнена в характерном для Несебыра стиле.

## История

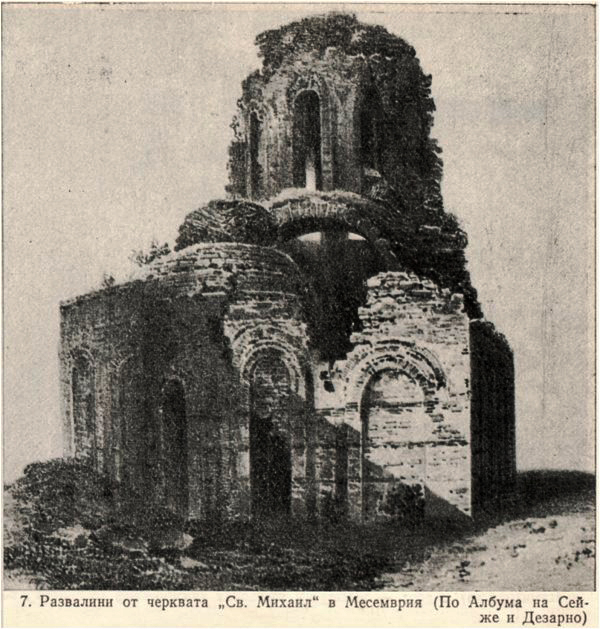
Церковь в XIX веке

Церковь Архангелов Михаила и Гавриила является частью объекта Всемирного наследия ЮНЕСКО — Старого Несебыра, в северной части которого расположена. Основываясь на стилистическом сходстве с Церквью Христа Пантократора, церковь обычно относят к тому же периоду, а именно между началом 13 и началом XIV века.
Джонатан Бусфилд относит строительство церкви к периоду правления болгарского царя Ивана Александра (1331—1371 гг.), хотя в этот период Несебыр несколько раз переходил из рук в руки между Вторым болгарским царством и Византией.
С 1927 года церковь находится под защитой государства, в 1964 году включена в список памятников культуры национального значения Болгарии.
Церковь сохранилась частично, большая часть её крыши отсутствует. Существующие арки были усилены с помощью стальных распорок.

## Архитектура
Церковь Архангелов Михаила и Гавриила следует плану Византийского крестово-купольного храма. Размеры храма составляют 15 на 7 метров (49 на 23 фута) или, в других источниках, 13,90 на 5,30 метров (45,6 на 17,4 фута), а его стены имеют толщину от 0,85 м (2,8 фута) до 1,30 м (4,3 фута).
У храма один неф, увенчанный куполом, две арки по длине купола. Церковь имеет три апсиды, каждая с окном. Две колонны в точках, где боковая апсида сливается с главной, делят алтарь на жертвенник и диаконник.
Церковь имеет большой нартекс. Есть два других входа: один широкий вход в нартексе и один вход в неф с севера. В прошлом церковь имела прямоугольную колокольню над нартексом. Весь план церкви, включая положение колокольни, имеет много общего с более ранней церковью Успения Пресвятой Богородицы в Асеновой крепости и церковью Хора в Константинополе. Колокольня была доступна по каменной лестнице, расположенной в западной части нефа.
Как принято для средневековой религиозной архитектуры Несебра, церковь Архангелов Михаила и Гавриила может похвастаться щедрым внешним убранством в стиле, характерном для города. Церковь была построена в соответствии с техникой opus mixtum с использованием чередующихся прямых рядов кирпичной кладки и камней, сложенных в клетчатый узор. Три или четыре ряда кирпичей обычно следуют за двумя рядами резных камней. Внешние стены украшены сложными ложными арками, семь на северной и южной стенах и три на западной стене. Северная и южная стены также имеют полукруглые фронтоны в верхней части, с тремя окнами в каждом. Кирпичные детали и фризы из тройных полос цветных керамических розеток и кругов внутри арок дополняют внешний вид церкви.